# Fernão Guerreiro
Fernão Guerreiro (* 1550?; † 1617; Namensvarianten Fernando Guerreiro, Ferdinand Guerreiro) war ein portugiesischer Jesuit und Historiker.
Sein Werk Relacão annual das cousas que fizeram os padres da Comp. de Jesus nas partes da India Oriental ist eine Fortsetzung der chinesischen und japanischen Kirchengeschichte von Luis de Guzmań (1544(?)–1605). Es stellt eine wichtige Quelle für die Geschichte der Jesuitenmissionen auf den Ostindischen Inseln, in China, Japan und Afrika während der ersten neun Jahre des 17. Jahrhunderts dar und liefert besonders wichtige Aufschlüsse über den Mogulkaiser Jahangir und das Königreich Pegu.

## Werke
- Relacao annual das coisas que fizeram os Padres da Companhia de Jesu nas suas missoes...nos anos 1600–1609 e do processo da conversao e cristandade da quelas partes: tiradas das cartas que os missionarios de la escreveram. Nova edicao por Artur Viegas. 3 vols. Lisboa, Imprensa Nacional, 1930–1940

## Übersetzungen
- Indianische Newe Relation / Vom R. Patre Fernando Guerreiro, der Societet Iesv, in Portugiesischer Sprach beschriben. Nachmals auß dem zu Lißbona getruckten Exemplaren ins Teutsch gebracht. Gedruckt zu Augspurg / bey Chrysostomo Dabertzhofer, 1614 (Relacão annual das cousas que fizeram os padres da Comp. de Jesus nas partes da India Oriental ... nos annos 1607 e 1608 ..., dt.)

- Father Fernao Guerreiro, S.J.: Jahangir and the Jesuits: trans. C.H. Payne with an account of the Travels of Benedict Goes and the Mission of Pegu. New Delhi, India Munshiram Manoharlal Publishers Pvt. Ltd. 1997 (zuerst in der Reihe The Broadway Travellers erschienen)